# Mamie Gummer
Mamie Gummer, nome d'arte di Mary Willa Valentine Gummer (New York, 3 agosto 1983), è un'attrice statunitense.

## Biografia
Figlia dell'attrice Meryl Streep e dello scultore Don Gummer, è cresciuta tra Los Angeles e il Connecticut ed è sorella dell'attrice Grace Gummer e nipote dell'attrice Maeve Kinkead. Da bambina partecipa ad un film interpretato dalla madre, Heartburn - Affari di cuore, venendo accreditata come Natalie Stern. Studia comunicazione e teatro all'Università Northwestern, laureandosi nel 2005. Inizia lavorando in una produzione off-Broadway al fianco di Michael C. Hall, mentre nel 2006 partecipa al film di Lasse Hallström L'imbroglio - The Hoax. Nel 2007 recita nel film di Lajos Koltai Un amore senza tempo, nella versione giovane del personaggio interpretato dalla madre; nello stesso anno recita nel film di Kimberly Peirce Stop-Loss.

### Vita privata
Nel 2011 ha sposato l'attore Benjamin Walker, con il quale si era fidanzata tre anni prima; i due hanno divorziato nel 2013. Dal 2017 è fidanzata con lo sceneggiatore Mehar Sethi. Con lui, Mamie Gummer ha dato alla luce un figlio il 1º marzo 2019, facendo diventare nonna Meryl Streep per la prima volta. Nel febbraio 2025 fa richiesta di divorzio da Sethi.

## Filmografia

### Cinema
- Heartburn - Affari di cuore (Heartburn), regia di Mike Nichols (1986)
- Reservations, regia di Joey Elkins e Blacke Silver - cortometraggio (2003)
- L'imbroglio - The Hoax (The Hoax), regia di Lasse Hallström (2006)
- Un amore senza tempo (Evening), regia di Lajos Koltai (2007)
- All Saints Day, regia di Will Frears - cortometraggio (2007)
- Stop-Loss, regia di Kimberly Peirce (2008)
- L'amore impossibile di Fisher Willow (The Loss of a Teardrop Diamond), regia di Jodie Markell (2008)
- Alabama Leaves, regia di Antonio Wagner - cortometraggio (2008)
- Motel Woodstock (Taking Woodstock), regia di Ang Lee (2009)
- I guardiani del faro (The Lightkeepers), regia di Daniel Adams (2009)
- Coach, regia di Will Frears (2010)
- Twelve Thirty, regia di Jeff Lipsky (2010)
- The Ward - Il reparto (The Ward), regia di John Carpenter (2011)
- The Lifeguard, regia di Liz W. Garcia (2013)
- Effetti collaterali (Side Effects), regia di Steven Soderbergh (2013)
- Cake, regia di Daniel Barnz (2014)
- The End of the Tour - Un viaggio con David Foster Wallace (The End of the Tour), regia di James Ponsoldt (2015)
- Dove eravamo rimasti (Ricki and the Flash), regia di Jonathan Demme (2015)
- Viaggio con papà - Istruzioni per l'uso (An Actor Prepares), regia di Steve Clark (2018)
- Out of Blue - Indagine pericolosa (Out of Blue), regia di Carol Morley (2018)
- Separazione (Separation), regia di William Brent Bell (2021)

### Televisione
- John Adams – miniserie TV, 3 puntate (2008)
- The Good Wife – serie TV, 8 episodi (2010-2015)
- Off the Map – serie TV, 13 episodi (2011)
- A Gifted Man – serie TV, 1 episodio (2011)
- The Big C – serie TV, 3 episodi (2012)
- Emily Owens, M.D. – serie TV, 13 episodi (2012-2013)
- Elementary – serie TV, episodio 3x06 (2014)
- Manhattan – serie TV, 6 episodi (2015)
- The Collection – serie TV, 8 episodi (2016)
- The Good Fight – serie TV, episodio 2x04 (2018)
- True Detective – serie TV, 6 episodi (2019)
- Blood of Zeus – serie TV, 4 episodi (2020)
- L'estate dei segreti perduti (We Were Liars) – serie TV, 8 episodi (2025)

## Doppiatrici italiane
Nelle versioni in italiano delle opere in cui ha recitato, Mamie Gummer è stata doppiata da:
- Elisabetta Spinelli in Emily Owens, The Good Wife, The Good Fight
- Letizia Scifoni The Ward - Il reparto, Off the Map
- Francesca Manicone in Effetti collaterali, Manhattan
- Perla Liberatori in Dove eravamo rimasti, Out of Blue - Indagine pericolosa
- Barbara De Bortoli in Un amore senza tempo, Separazione
- Federica Bomba in Stop-Loss
- Marzia Dal Fabbro in Elementary
- Rossella Acerbo in Cake
- Laura Latini in Coach
- Anna Cugini in True Detective
- Roberta De Roberto in The End of the Tour - Un viaggio con David Foster Wallace
- Beatrice Margiotti in Blood of Zeus
- Federica De Bortoli in L'estate dei segreti perduti